# هولوس

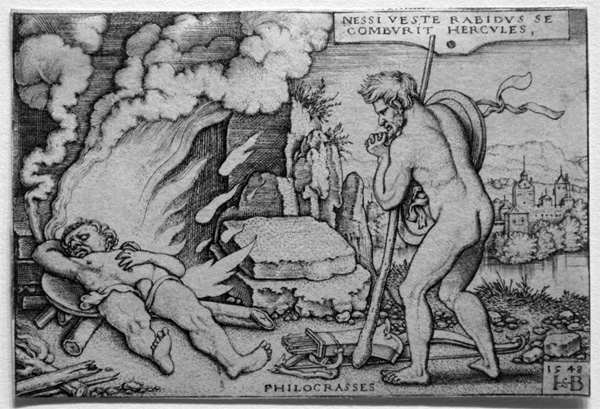
مرتبط

هولوس (به یونانی: Ὕλλος)، در اسطوره‌های یونان پسر هراکلس و دیانیرا است.
او سرکردهٔ هراکلیدای بود. پس از آن‌که ائوروستئوس را کشت و بر آرگوس مسلط شد، مجبور شد به دلیل طاعون شهر را ترک کند. در حملهٔ دوم برای تسخیر پلوپونز، پیشنهاد کرد با حریفی تن به تن بجنگد و در صورت شکست خوردن تا نیم قرن هراکلیدای حملهٔ دیگری نکند. اما در نبرد توسط اخموس کشته شد.